# Książę Leinster

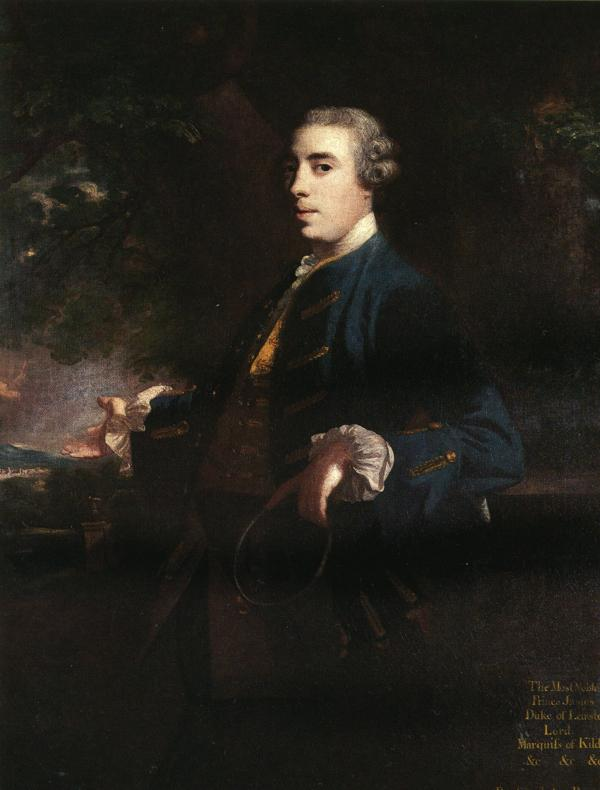
James FitzGerald, 1. książę Leinster

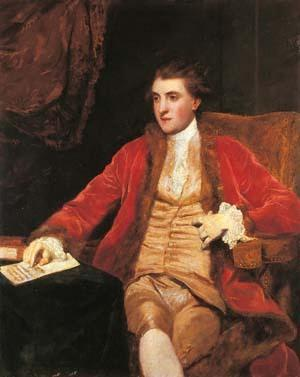
William Robert FitzGerald, 2. książę Leinster

## Informacje ogólne
- Dodatkowymi tytułami księcia Leinster są:
  - markiz Kildare
  - hrabia Kildare
  - hrabia Offaly
  - wicehrabia Leinster
  - baron Offaly
  - baron Kildare
- Najstarszy syn księcia Leinster nosi tytuł markiza Kildare
- Najstarszy syn markiza Kildare nosi tytuł hrabiego Offaly
- Najstarszy syn hrabiego Offaly nosi tytuł wicehrabiego Leinster
- Obecną siedzibą książąt Leinster jest Ramsden w Oxfordshire

Książęta Leinster 1. kreacji (parostwo Irlandii)
- 1691–1719: Meinhardt Schomberg, 3. książę Schomberg i 1. książę Leinster

Książęta Leinster 2. kreacji (parostwo Irlandii)
- 1766–1773: James FitzGerald, 1. książę Leinster
- 1773–1804: William Robert FitzGerald, 2. książę Leinster
- 1804–1874: Augustus Frederick FitzGerald, 3. książę Leinster
- 1874–1887: Charles William FitzGerald, 4. książę Leinster
- 1887–1893: Gerald FitzGerald, 5. książę Leinster
- 1893–1922: Maurice FitzGerald, 6. książę Leinster
- 1922–1976: Edward FitzGerald, 7. książę Leinster
- 1976–2004: Gerald FitzGerald, 8. książę Leinster
- 2004 -: Maurice FitzGerald, 9. książę Leinster